# Rosa webbiana
Rosa webbiana là loài thực vật có hoa trong họ Hoa hồng. Loài này được Wall. ex Royle miêu tả khoa học đầu tiên năm 1835.

## Hình ảnh

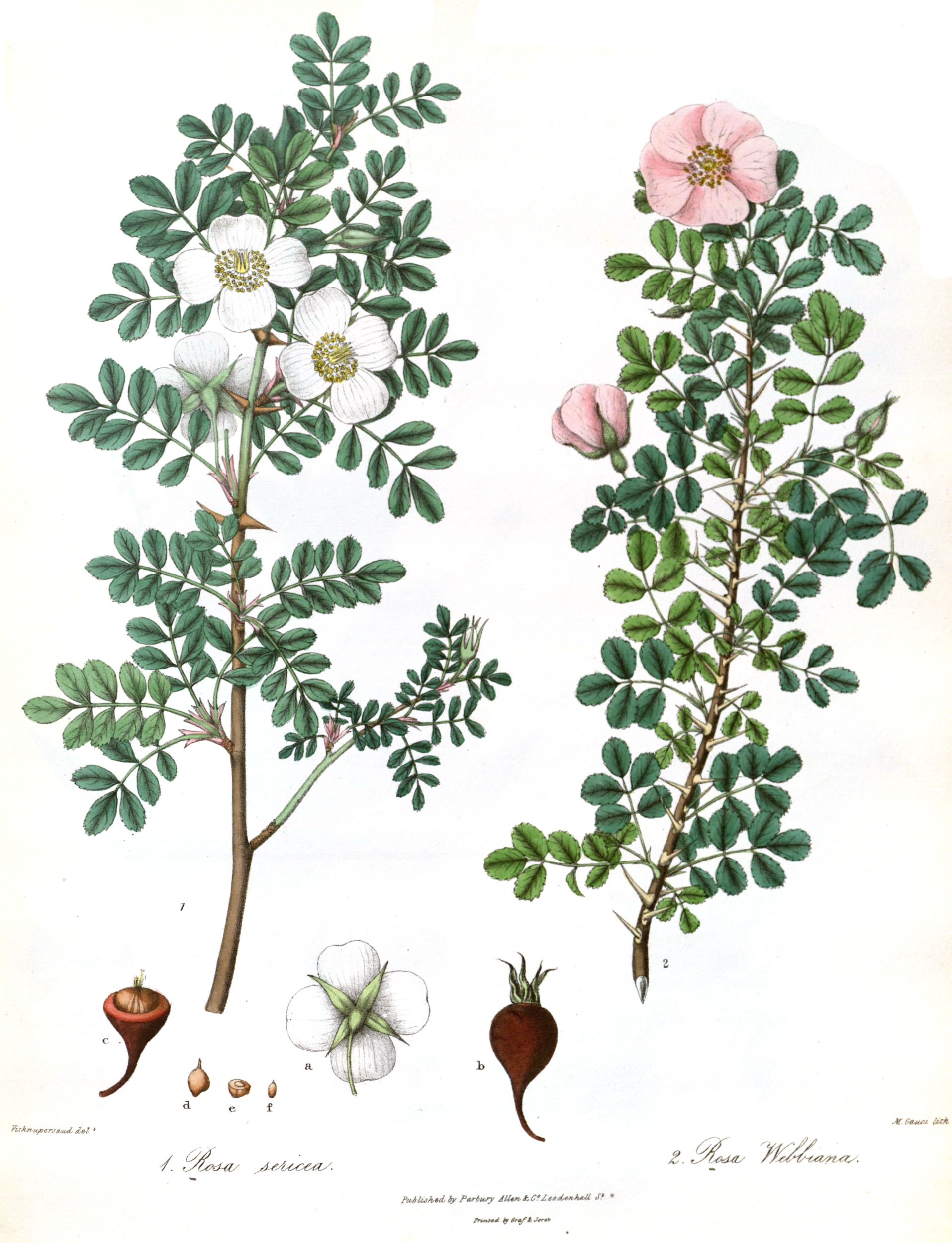